# تولاريميا
التولاريميا أو تولارمية هو داءٌ مُعْدٍ تسببه بكتيريا الفرنسيسيلة التولارية، اكتُشِف عام 1911 بين السناجب الأرضية. تشمل الأعراض الحمى وقرحة الجلد وتضخم الغدد الليمفاوية. من حين لآخر، قد يحدث نوع من الالتهاب الرئوي أو التهاب في الحلق.

## العلامات والأعراض
- حمى مفاجئة وعرواءات: تستمر عدة أيام، ثم تختفي لفترة ثم تعاود الظهور.
- علاقة بين درجة الحرارة ونبض القلب.
- صداع.
- قهم.
- توعك وغثيان.
- ألم عضلي.
- سعال.
- إقياء.
- التهاب بلعوم.
- ألم بطني.
- التهاب رئة ثانوي: احتمال حصوله عند المرضى المصابين بالشكل التيفي 45-83%.
- طفح: عند 20% من المصابين. يبدأ لطخي ثم يصبح حطاطيًا أو بقعيًا حطاطيًا، ويتطور لبثري.

## المضاعفات
- التهاب رئة.
-خراجات رئوية.
- فشل تنفسي.
- انحلال الربيدات.
- فشل كلوي.
- نفث الدم.
- التهاب السحايا.
- التهاب شغاف القلب.
- التهاب العقد اللمفية القيحي.
- التهاب التامور.
- التهاب البريتوان.
- التهاب الزائدة الدودية.
- التهاب حوائط الطحال.
- التهاب العظم والنقي.
- متلازمة غيلان باريه.
- التهاب الكبد.
- الإنتان.

## التشخيص
1- فحوصات مصلية.
2- اختبار الأضداد المتألقة غير المباشر.
3- الزراعة.
4- الفحص النسيجي.
5- التصوير الشعاعي.

## العلاج
1- المضادات الحيوية:
يعد الستربتوميسين الخيار المفضل لعلاج حمى الأرانب. وقد ذكرت فعالية أمينوغليكوزيدات أخرى في هذه الحالة منها الجنتاميسين والأميكاسين.
وفي حين أنَّ الكلورامفنكول والتتراسيكلين.
2- معالجة داعمة في المستشفى.
3- عناية جراحية: للآات التقرحية.

## روابط خارجية
- تولاريميا على مشروع الدليل المفتوح